# Pepa, la porqueta
Pepa, la porqueta (títol original en anglès: Peppa Pig) és una sèrie de dibuixos animats de la televisió britànica per al públic preescolar creada per Neville Astley i Mark Baker. És produïda per Hasbro i Karrot Animation, i anteriorment Astley Baker Davies n'havia estat productor. La sèrie segueix la Pepa, una porqueta antropomòrfica, i la seva família, així com els seus companys que són altres animals.
La sèrie es va estrenar el 31 de maig de 2004 i a setembre de 2024, se n'havien emès 8 temporades. S'ha traduït a moltes llengües i s'ha emès a 180 països. Es va emetre doblada en català al Canal Super3.

## Argument
Aquesta sèrie d'animació infantil té com a protagonista principal la Pepa. Totes les situacions giren entorn seu i de la seva família. Tots els episodis es relacionen amb activitats de la vida diària i amb l'aprenentatge dels nens mitjançant les situacions esmentades.
La sèrie mostra situacions de la vida real com anar a comprar, refrescar-se a la piscina a l'estiu, visitar els avis... com els éssers humans. Tot i això, hi ha moments en els quals fan sons d'animals. Per exemple, la Pepa i la seva família fan grunys durant les converses. També hi ha més personatges secundaris que mostren la part animal.
L'objectiu de la sèrie és entreteniment i també ensenyar i aconseguir l'aprenentatge dels nens en el dia a dia.

## Personatges

### Personatges principals[4][5]
- Pepa (la porqueta): la Pepa és una nena de 5 anys que viu amb el seu germà Jordi i els seus pares. Va a la llar d'infants i és el personatge principal de la sèrie d'animació que li dona nom.
- La Mare: Molt competitiva, té entre 30 i 40 anys. És la mare de la Pepa i d'en Jordi. Li agrada molt cuinar i ho fa molt bé.
- El Pare: Pare de la Pepa i d'en Jordi. Té entre 41 i 55 anys i es caracteritza per ser despistat i grassonet.
- Jordi: És el germà de la Pepa. Té 2 anys i li agraden molt els dinosaures.
- L'Àvia: Mare de la mare de la Pepa. Té uns 79 anys aproximadament.
- L'Avi: Té un hort, és apassionat de la jardineria. És el pare de la Mare de la Pepa. Condueix el seu trenet i li agrada cantar.

### Personatges secundaris
- Oncle: Germà del pare de la Pepa. Pare de la Clàudia.
- Tia: Tia de la Pepa i d'en Jordi. Mare de la Clàudia.
- Clàudia: Cosina de la Pepa i en Jordi. És més gran que la Pepa. És una mica tramposa a l'hora de jugar.
- El cosinet Alexandre: cosí petit de la Pepa.
- Paula: Cotorra que repeteix tot allò que sent. És molt fidel a l'avi de la Pepa.
- Doctor os bru: És el metge. Ve a visitar la Pepa quan es troba malament.

### Els nens i companys d'escola de la Pepa
- Sònia: És la millor amiga de la Rebeca. És una zebra.
- Rebeca: Li agrada molt menjar pastanagues. És un conill.
- Susanna: És la millor amiga de la Pepa. És una ovella.
- Pere: Li agrada molt dormir i sempre arriba tard a l'autobús de l'escola. És un poni.
- Daniel: Li agrada molt jugar a futbol i ajudar el seu avi. És un gos.
- Carina: Li agrada molt anar a l'aquari i fer de tigre. És un gat.
- L'Elefanteta Emília: amiga de la Pepa del pati. És vergonyosa i acostuma a portar un vestit groc fosc.
- Senyora Gasela: És la professora de la Pepa i els seus companys de classe. Li agrada molt ensenyar coses noves als alumnes i ensenyar a tocar instruments.

## Episodis
| Temporada | Temporada | Episodis | Regne Unit             | Regne Unit              |
| Temporada | Temporada | Episodis | Primera emissió        | Última emissió          |
| --------- | --------- | -------- | ---------------------- | ----------------------- |
|           | 1         | 52       | 31 de maig del 2004    | 30 de novembre del 2004 |
|           | 2         | 52       | 4 de maig del 2006     | 20 de juny del 2007     |
|           | 3         | 52       | 19 de maig del 2009    | 3 de maig del 2010      |
|           | 4         | 52       | 23 de maig del 2011    | 8 de desembre del 2011  |
|           | 5         | 52       | 7 d'abril del 2017     | 21 de setembre de 2018  |
|           | 6         | 52       | 5 de febrer del 2019   | 7 d'octubre del 2020    |
|           | 7         | 65       | 5 de març del 2021     | 23 de febrer del 2023   |
|           | 8         | 39+      | 4 de setembre del 2023 |                         |

### 1a temporada (2004)
| Núm. total | Núm. de la temporada | Títol                                                           | Guió                        | Data d'emissió original | Data d'emissió en català |
| --- | -------------------- | --------------------------------------------------------------- | --------------------------- | ----------------------- | ------------------------ |
| 1 | 1                    | «Bassals de fang» «Muddy Puddles»                               | Mark Baker i Neville Astley | 31 de maig de 2004      | 4 de febrer de 2008      |
| La Pepa i en Jordi no estan gaire contents, perquè plou i no poden sortir a jugar a fora. Sort que quan pari de ploure podran jugar al joc que els agrada més a tots dos: saltar pels bassals de fang! Ja saben que s'han de posar les botes... i segurament també s'hi apuntaran els pares, que també els agrada molt!                                                                    |                      |                                                                 |                             |                         |                          |
| 2 | 2                    | «El dinosaure s'ha perdut» «Mr Dinosaur Is Lost»                | Mark Baker i Neville Astley | 1 de juny de 2004       | 5 de febrer de 2008      |
| El senyor dinosaure és la joguina preferida d'en Jordi. De fet, en Jordi només sap dir una paraula, que és "dinosaure". Ja et pots imaginar que trist que s'ha posat quan ha vist que l'havia perdut... Sort que els pare ajudarà la Pepa a fer de detectiu i, tots dos junts, buscaran el dinosaure d'en Jordi. T'hi apuntes?!                                                            |                      |                                                                 |                             |                         |                          |
| 3 | 3                    | «La meva millor amiga» «Best Friend»                            | Alison Snowden              | 2 de juny de 2004       | 6 de febrer de 2008      |
| La Pepa està molt contenta, perquè sap que aquesta tarda vindrà la Susanna, l'ovella, a jugar a casa seva. La Susanna és la millor amiga de la Pepa, i quan juguen, s'ho passen molt bé. Però és clar, en Jordi també vol jugar amb elles. I elles juguen a jocs de nenes grans. Què poden fer per jugar junts?                                                                            |                      |                                                                 |                             |                         |                          |
| 4 | 4                    | «La cotorra dels avis» «Polly Parrot»                           | Neville Astley i Mark Baker | 3 de juny de 2004       | 7 de febrer de 2008      |
| Avui la Pepa i en Jordi s'enduran una sorpresa quan arribin a casa dels avis! Resulta que els avis han comprat una cotorra que parla i que repeteix tot el que li dius. D'entrada, a la Pepa i a en Jordi no els fa gaire gràcia, la Polly, però aviat es començaran a entendre... I és que la Polly, també sap fer de porqueta!                                                           |                      |                                                                 |                             |                         |                          |
| 5 | 5                    | «Juguem a fet i amagar» «Hide and Seek»                         | Mark Baker i Neville Astley | 4 de juny de 2004       | 8 de febrer de 2008      |
| La Pepa en sap molt d'amagar-se quan juguen a fet i amagar, i es queixa que és massa fàcil trobar en Jordi. Encara és una mica petit i sempre s'amaga al mateix lloc. Sort que el pare l'ajudarà! Aquest cop en Jordi s'amagarà tan bé, que la Pepa no el trobarà enlloc. On s'ha ficat, en Jordi?! Ha desaparegut!                                                                        |                      |                                                                 |                             |                         |                          |
| 6 | 6                    | «El casal» «The Playgroup»                                      | Neville Astley i Mark Baker | 6 de juny de 2004       | 11 de febrer de 2008     |
| La Pepa, els dissabtes, va a passar la tarda al casal, amb tots els seus amics. Avui, però, serà un dia especial, perquè també l'hi acompanyarà en Jordi. A la Pepa no li fa massa gràcia. Ben mirat, són els seus amics i el seu casal. I en Jordi encara és una mica petit. Ni s'ho imagina que bé que s'ho passarà amb el seu germà, avui!                                              |                      |                                                                 |                             |                         |                          |
| 7 | 7                    | «La mare treballa» «Mummy Pig at Work»                          | Mark Baker i Neville Astley | 7 de juny de 2004       | 12 de febrer de 2008     |
| La Pepa, que tenia moltes ganes d'ajudar la mare a fer la feina, li ha fet malbé l'ordinador. Sort que el pare, que és tot un especialista, aviat el tindrà arreglat. Però sembla que el pare, la Pepa i en Jordi tenen més ganes de jugar al joc de les gallinetes, que no pas de treballar. Vols saber com s'hi juga?!                                                                   |                      |                                                                 |                             |                         |                          |
| 8 | 8                    | «El joc de la pilota» «Piggy in the Middle»                     | Neville Astley i Mark Baker | 8 de juny de 2004       | 13 de febrer de 2008     |
| La Pepa li fa una mica la guitza a en Jordi, perquè no sap agafar bé la pilota. Però amb el joc que els ensenyarà avui la mare, en Jordi segur que n'aprendrà de seguida, d'agafar la pilota. Sobretot si ve el pare a ajudar-lo! La Pepa també ha d'aprendre moltes coses, com ara què se sent quan s'és el petit...                                                                      |                      |                                                                 |                             |                         |                          |
| 9 | 9                    | «El pare perd les ulleres» «Daddy Loses His Glasses»            | Mark Baker i Neville Astley | 9 de juny de 2004       | 14 de febrer de 2008     |
| El pare ho veu tot borrós sense les ulleres. On les ha ficat? Feia un moment que estava llegint el diari i, de cop i volta, han desaparegut. La Pepa i en Jordi ja les han buscat per tota la casa i no són enlloc. El pare no es pot ni aixecar del sofà, sense les ulleres. Ara, que potser si s'aixequés veuria on té les ulleres!                                                      |                      |                                                                 |                             |                         |                          |
| 10 | 10                   | «L'hort de l'avi» «Gardening»                                   | Neville Astley i Mark Baker | 10 de juny de 2004      | 15 de febrer de 2008     |
| Avui la Pepa i en Jordi descobriran l'hort de l'avi. Aprendran que totes les coses que hi ha neixen d'una llavor. Fins i tot els arbres més grossos! La Pepa, molt encuriosida, plantarà una maduixera. I en Jordi, t'imagines què voldrà plantar? Exacte! El dinosaure! És molt divertit l'hort de l'avi... i s'hi aprenen moltes coses!                                                  |                      |                                                                 |                             |                         |                          |
| 11 | 11                   | «Singlot» «Hiccups»                                             | Mark Baker i Neville Astley | 11 de juny de 2004      | 18 de febrer de 2008     |
| Avui en Jordi s'ha menjat l'esmorzar massa de pressa i li ha vingut singlot. D'entrada, a la Pepa li fa molta gràcia, però quan veu que, per culpa del singlot, no poden ni jugar, decideix fer-li passar... a la seva manera! Saps com es pot fer passar, tu, el singlot? La Pepa té moltes idees, però a veure si encara l'acabarà agafant ella, el singlot!                             |                      |                                                                 |                             |                         |                          |
| 12 | 12                   | «Les bicicletes» «Bicycles»                                     | Sarah Ann Kennedy           | 13 de juny de 2004      | 19 de febrer de 2008     |
| Avui en Daniel, la Rebeca, la Carina, en Pere i la Susanna s'han presentat a casa de la Pepa amb les bicicletes. I és que és tan divertit, anar en bicicleta! La Pepa explica als seus amics que en Jordi és molt petit i encara va en tricicle. Però la Pepa encara va amb rodetes, i tots els seus amics ja van sense! Ja saps què li toca, oi, avui, a la Pepa?!                        |                      |                                                                 |                             |                         |                          |
| 13 | 13                   | «Secrets»                                                       | Ange Palethorpe             | 14 de juny de 2004      | 20 de febrer de 2008     |
| La mare ha fet una capsa molt especial perquè la Pepa hi guardi secrets. A la Pepa li encanten els secrets! En Jordi està una mica trist, perquè la Pepa no li vol explicar què hi té, a la capsa. Aviat, però, en Jordi també tindrà la seva capsa dels secrets. I, és clar, ara és la Pepa la que vol saber els secrets del seu germanet! Què hi deuen guardar a les capses?!            |                      |                                                                 |                             |                         |                          |
| 14 | 14                   | «Fem volar l'estel» «Flying a Kite»                             | Mark Baker i Neville Astley | 15 de juny de 2004      | 21 de febrer de 2008     |
| La Pepa, en Jordi i els pares han anat al parc a fer volar un estel. Aviat s'adonaran que és més difícil del que sembla, sobretot si no fa massa vent. Sort que el pare n'és tot un expert! Però compte, perquè si es gira el vent de cop, l'estel es pot quedar atrapat dalt d'un arbre! Sort que el pare també en sap molt, de pujar als arbres. Tant com de caure'n!                    |                      |                                                                 |                             |                         |                          |
| 15 | 15                   | «El picnic» «Picnic»                                            | Mark Baker i Neville Astley | 16 de juny de 2004      | 22 de febrer de 2008     |
| Avui la Pepa i en Jordi estan molt contents, perquè se'n van a fer un pícnic amb els pares! Només arribar es trobaran un estany amb uns aneguets que tenen molta gana. Però hi ha un altre animaló, que també està molt afamat: una abella! Que li agrada molt el pastís de maduixa que ha fet la mare! Ai, quines corredisses! I és que les abelles piquen!                               |                      |                                                                 |                             |                         |                          |
| 16 | 16                   | «Els instruments de música» «Musical Instruments»               | Mark Baker i Neville Astley | 17 de juny de 2004      | 25 de febrer de 2008     |
| Avui els pares s'han trobat una capsa molt vella a les golfes que és plena d'instruments de música. La mare sap tocar molt bé el violí. I el pare l'acordió! La Pepa té clar que vol tocar el timbal. En canvi, hi ha un corn que no hi ha manera de fer-lo sonar. En Jordi encara no ha trobat el seu instrument. I si prova de tocar el corn? Potser a ell sí, que li sona!              |                      |                                                                 |                             |                         |                          |
| 17 | 17                   | «Granotes, cucs i papallones» «Frogs and Worms and Butterflies» | Neville Astley i Mark Baker | 18 de juny de 2004      | 26 de febrer de 2008     |
| Avui la Pepa i en Jordi han anat a jugar a casa dels avis. La Pepa fa veure que és una papallona, i s'ho passa molt bé! És una papallona molt bonica que no para de volar i de cantar! L'avi li ensenyarà a en Jordi que també és molt divertit fer de cuc de terra. Però saps què és el més divertit de tot?! Fer de granota, que salten damunt dels bassals de fang!                     |                      |                                                                 |                             |                         |                          |
| 18 | 18                   | «Ens disfressem» «Dressing Up»                                  | Neville Astley i Mark Baker | 20 de juny de 2004      | 27 de febrer de 2008     |
| A la Pepa i a en Jordi els agrada molt disfressar-se. Tant, que avui han entrat a l'habitació dels pares i s'han posat la seva roba! La Pepa farà de mare i treballarà a l'ordinador. En Jordi farà veure que és el pare i anirà a l'hort a fer la feina. I és que no cal esperar-se que sigui carnaval per disfressar-se! Només has de tenir ganes de passar-t'ho bé!                     |                      |                                                                 |                             |                         |                          |
| 19 | 19                   | «Les sabates noves» «New Shoes»                                 | Neville Astley i Mark Baker | 21 de juny de 2004      | 28 de febrer de 2008     |
| Avui la mare li ha comprat unes sabates noves, a la Pepa. Són vermelles, brillants i molt boniques. De fet, a la Pepa li agraden tant, que no se les vol treure per res, ni per anar a dormir! Després d'una nit de pluja, en Jordi i els pares surten al jardí amb les botes per jugar amb els bassals de fang. La Pepa, en canvi, encara porta les sabates noves, i no pot jugar!        |                      |                                                                 |                             |                         |                          |
| 20 | 20                   | «La festa de l'escola» «The School Fete»                        | Neville Astley i Mark Baker | 22 de juny de 2004      | 29 de febrer de 2008     |
| Avui la Pepa i en Jordi estan molt contents, perquè és el dia de la festa de l'escola! Hi haurà tots els seus amics: en Daniel, la Susanna, la Rebeca, en Daniel i la Carina! Els pintaran la cara de l'animal que els agradi més, hi haurà globus per tots, però, sobretot, hi haurà un castell inflable! Quin fart de jugar que es faran! T'hi apuntes, tu, també?!                      |                      |                                                                 |                             |                         |                          |
| 21 | 21                   | «L'aniversari de la mare» «Mummy Pig's Birthday»                | Neville Astley i Mark Baker | 23 de juny de 2004      | 3 de març de 2008        |
| La Pepa, en Jordi i el pare han de preparar moltes coses en secret per l'aniversari de la mare. Ella s'haurà d'esperar fora de casa, perquè volen que sigui una sorpresa. A més, a la festa també hi vindran els avis! I per fi arriba el gran moment! Hi haurà confeti, globus, serpentines, pastís i regals! Ui, quina sorpresa que s'endurà, la mare, quan els obri!                    |                      |                                                                 |                             |                         |                          |
| 22 | 22                   | «La fada de les dents» «The Tooth Fairy»                        | Neville Astley i Mark Baker | 24 de juny de 2004      | 4 de març de 2008        |
| A la Pepa li ha caigut una dent! És la primera que li cau i la mare li explicarà que l'ha de posar a sota del coixí, perquè a la nit, vindrà la fada de les dents, s'endurà la seva dent i li deixarà una moneda. La Pepa està tan emocionada, que diu que no dormirà en tota la nit per poder veure la fada de les dents. Però, és clar, no és gens fàcil estar-se tota la nit despert!   |                      |                                                                 |                             |                         |                          |
| 23 | 23                   | «El cotxe nou» «The New Car»                                    | Neville Astley i Mark Baker | 25 de juny de 2004      | 5 de març de 2008        |
| La Pepa, en Jordi i els pares havien sortit a fer un volt amb el cotxe i se'ls ha espatllat. Ara l'hauran de portar al taller de l'avi d'en Daniel, perquè els l'arregli. A més, estaran molt de sort, perquè els en deixaran un de nou i ple de botons! Un serveix per fer abaixar el sostre, un altre per pujar i baixar les finestres... i un altre per ruixar d'aigua el pare!         |                      |                                                                 |                             |                         |                          |
| 24 | 24                   | «El joc del tresor» «Treasure Hunt»                             | Mark Baker i Neville Astley | 27 de juny de 2004      | 6 de març de 2008        |
| Avui els avis han preparat un joc molt divertit per la Pepa i en Jordi: el joc del tresor! L'avi ha enterrat un tresor en un lloc secret, l'àvia ha dibuixat un mapa i la Pepa i en Jordi, com si fossin un parell de pirates, l'hauran de trobar. S'ho passaran molt bé buscant-lo, però quan el trobin i vegin què hi ha dins, encara es posaran molt més contents. Què hi deu haver?!   |                      |                                                                 |                             |                         |                          |
| 25 | 25                   | «No em trobo gaire bé» «Not Very Well»                          | Mark Baker i Neville Astley | 28 de juny de 2004      | 7 de març de 2008        |
| La Pepa s'ha llevat amb tot el cos ple de granets de color vermell. No es troba gaire bé i el metge li ha dit que s'havia de quedar tot el dia al llit. Sort que el que té no s'encomana i la podran venir a veure els amics. Aviat arribarà la Susanna, amb el seu uniforme d'infermera. Avui ho té molt bé, perquè té una pacient de veritat! Ja saps a què jugaran, oi?!                |                      |                                                                 |                             |                         |                          |
| 26 | 26                   | «La neu» «Snow»                                                 | Mark Baker i Neville Astley | 29 de juny de 2004      | 10 de març de 2008       |
| Avui està nevant i la Pepa i en Jordi han de sortir a jugar amb el gorro, els guants i la bufanda. Primer jugaran a fer petjades a la neu, després a tirar-se boles de neu, i al final, faran un ninot de neu, és clar! Però el ninot té molt fred, i també necessita gorro, guants i bufanda! I si li posen els del pare?! Ai, que encara es refredarà, avui, el pare!                    |                      |                                                                 |                             |                         |                          |
| 27 | 27                   | «El castell del vent» «Windy Castle»                            | Mark Baker i Neville Astley | 30 de juny de 2004      | 11 de març de 2008       |
| Avui la Pepa, en Jordi i els pares se'n van d'excursió cap a un castell on hi fa molt vent. La mare conduirà i el pare es mirarà el mapa. Ja saps què passa, oi, quan el pare porta el mapa? És clar, que es perden... Sort que el castell és a prop de la casa dels avis i ells els explicaran el camí! A més, des de dalt de tot hi ha una vista fantàstica! I hi ha un telescopi i tot! |                      |                                                                 |                             |                         |                          |
| 28 | 28                   | «La meva cosina Clàudia» «My Cousin Chloé»                      | Mark Baker i Neville Astley | 1 de juliol de 2004     | 12 de març de 2008       |
| La Pepa i en Jordi estan molt contents, perquè avui vindrà a jugar la seva cosina, la Clàudia. La Clàudia és una mica més gran que la Pepa... i també li agrada molt manar. Normalment, quan la Pepa juga amb en Jordi, és ella la que mana. Avui, en canvi, s'haurà d'acostumar a les normes de la Clàudia. I és que la Pepa també ha d'aprendre moltes coses, encara!                    |                      |                                                                 |                             |                         |                          |
| 29 | 29                   | «Creps» «Pancakes»                                              | Mark Baker i Neville Astley | 2 de juliol de 2004     | 13 de març de 2008       |
| Avui la mare fa creps per esmorzar i la Pepa, en Jordi i el pare ja se'n llepen els bigotis! El pare està convençut que és tot un expert a l'hora de fer girar les creps! Quan arriba l'hora de fer el seu, el llança tan amunt, que li queda enganxat al sostre. Sort que la mare, la Pepa i en Jordi saben la manera de fer-lo baixar, perquè el pare rai, no hi arriba al sostre!       |                      |                                                                 |                             |                         |                          |
| 30 | 30                   | «Els avis fan de cangur» «Babysitting»                          | Mark Baker i Neville Astley | 4 de juliol de 2004     | 14 de març de 2008       |
| Avui els pares surten de nit i els avis es quedaran a cuidar la Pepa i en Jordi. Ells estan tan emocionats de saber que hi ha els avis a casa, que no poden dormir. S'estimarien més jugar i veure la televisió amb ells. Els avis, en canvi, estan convençuts que passaran una nit ben tranquil·la. Però no saben pas el que els espera! Quin tip de jugar que es faran!                  |                      |                                                                 |                             |                         |                          |
| 31 | 31                   | «La classe de ballet» «Ballet Lesson»                           | Mark Baker i Neville Astley | 5 de juliol de 2004     | 17 de març de 2008       |
| Avui la Pepa està molt contenta perquè anirà a la seva primera classe de ballet amb tots els seus amics! La professora és la senyora Gasela i els ensenyarà a ballar com cignes, amb gràcia i elegància. A casa, la Pepa ensenyarà tot el que ha après a en Jordi i als pares... i s'endurà una sorpresa molt gran! Pot ser que els pares també sàpiguen ballet?!                          |                      |                                                                 |                             |                         |                          |
| 32 | 32                   | «Llamps i trons» «Thunderstorm»                                 | Mark Baker i Neville Astley | 6 de juliol de 2004     | 18 de març de 2008       |
| Tot jugant al jardí de casa, la Pepa i en Jordi han sentit un soroll molt estrany. És un tro! I és que està a punt d'haver-hi una tempesta! D'entrada, fan una mica de por, els trons, però els pares els explicaran que no passa res. Això sí, no poden sortir a jugar a fora! Ara, que després de les tempestes, el jardí sempre queda ple de bassals de fang!                           |                      |                                                                 |                             |                         |                          |
| 33 | 33                   | «Rentem el cotxe» «Cleaning the Car»                            | Neville Astley i Mark Baker | 7 de juliol de 2004     | 19 de març de 2008       |
| Avui el pare es vol emportar tota la família a fer un volt en cotxe. Però el cotxe està molt brut, i la mare diu que, abans d'anar enlloc, l'han de rentar! La Pepa i en Jordi també hi ajudaran. Faran servir aigua, esponges i, sobretot, la mànega del jardí! Rentar el cotxe és molt divertit i, a més, segur que es fan un munt de bassals de fang! Ai, quin merder!                  |                      |                                                                 |                             |                         |                          |
| 34 | 34                   | «El dinar» «Lunch»                                              | Mark Baker i Neville Astley | 8 de juliol de 2004     | 20 de març de 2008       |
| Avui els avis han convidat la Pepa, en Jordi i els pares a dinar a casa seva. L'avi collirà tot de verdures del seu hort i l'àvia en farà una amanida perquè tots se'n llepin els bigotis! Tots, menys en Jordi, que no li agraden ni els tomàquets, ni l'enciam, ni els cogombres! Ara, que potser si l'amanida tingués forma de dinosaure, seria una altra cosa...                       |                      |                                                                 |                             |                         |                          |
| 35 | 35                   | «L'acampada» «Camping»                                          | Neville Astley i Mark Baker | 9 de juliol de 2004     | 21 de març de 2008       |
| El pare està molt content avui, perquè tota la família se'n van d'acampada al bosc! Muntaran la tenda, faran un foc a terra, i fins i tot veuran un mussol! A l'hora d'anar a dormir, però, s'adonaran que la tenda és massa petita per tots quatre. No hi fa res! Al pare li agrada molt dormir a sota de les estrelles. Si no plou, és clar! Què farà per no mullar-se?!                 |                      |                                                                 |                             |                         |                          |
| 36 | 36                   | «La princesa dormilega» «The Sleppy Princess»                   | Mark Baker i Neville Astley | 28 d'octubre de 2004    | 24 de març de 2008       |
| És hora d'anar a dormir i la Pepa no té gens de son. Sort que el pare li explicarà un conte! Un conte d'una princesa dormilega que viu en un castell i que es passa tot el dia mirant-se al mirall. En Jordi també se l'escolta amb molta atenció, el conte, perquè hi surt un dinosaure! Però, vols dir que s'adormiran, la Pepa i en Jordi, si és tan emocionant, el conte?!             |                      |                                                                 |                             |                         |                          |
| 37 | 37                   | «La caseta de l'arbre» «The Tree House»                         | Mark Baker i Neville Astley | 29 d'octubre de 2004    | 25 de març de 2008       |
| Avui l'avi té una sorpresa molt gran per la Pepa i en Jordi! Els ha construït una caseta al jardí! La Pepa està tan contenta que vol que hi entri tota la família. Això sí, abans d'entrar-hi s'han de treure les botes i han de dir les paraules secretes: "El pare té la panxa grossa". A tothom li fan molta gràcia, les paraules secretes. Menys al pare, és clar!                     |                      |                                                                 |                             |                         |                          |
| 38 | 38                   | «La festa de disfresses» «Fancy Dress Party»                    | Neville Astley i Mark Baker | 31 d'octubre de 2004    | 26 de març de 2008       |
| Avui la Pepa i en Jordi han organitzat una festa de disfresses a casa i hi han convidat tots els seus amics. La Pepa es disfressarà de princesa, en Jordi de dinosaure, la Susanna d'infermera, en Daniel de pirata, la Carina de bruixa, en Pere de pallasso i la Rebeca... de pastanaga! La Pepa serà l'encarregada de decidir quina és la millor disfressa. Qui guanyarà?!              |                      |                                                                 |                             |                         |                          |
| 39 | 39                   | «El museu» «The Museum»                                         | Neville Astley i Mark Baker | 1 de novembre de 2004   | 27 de març de 2008       |
| Avui la Pepa, en Jordi i els pares van a un museu molt especial. La Pepa es quedarà bocabadada amb la sala dels reis. Fins i tot s'imaginarà que és una reina de debò! A en Jordi, en canvi, li agradarà molt la sala del dinosaure. Que divertit que és perseguir la Pepa fent veure que és un dinosaure de veritat! I al pare, quina sala li agradarà més?!                              |                      |                                                                 |                             |                         |                          |
| 40 | 40                   | «Fa molta calor» «Very Hot Day»                                 | Mark Baker i Neville Astley | 2 de novembre de 2004   | 28 de març de 2008       |
| Avui fa tanta calor que la Pepa i en Jordi farien qualsevol cosa per trobar un bassal de fang per refrescar-se... i per saltar-hi una estona! Sort que la mare sempre té idees genials! I si es posen els banyadors i inflen la piscina?! Quina bona pensada! I per fer passar la calor també va molt bé menjar-se un gelat! I el pare, com se la fa passar, la calor?!                    |                      |                                                                 |                             |                         |                          |
| 41 | 41                   | «L'espectacle de titelles» «Chloé's Puppet Show»                | Mark Baker i Neville Astley | 3 de novembre de 2004   | 31 de març de 2008       |
| Anar a casa de la Clàudia sempre és molt divertit! I més avui, que la cosina de la Pepa i en Jordi està preparant un espectacle de titelles! La Pepa i en Jordi també aprendran a fer-se una titella i, tots tres junts, prepararan l'espectacle pels pares i pels tiets. Haurà de ser molt entretingut perquè els pare i el tiet no s'adormin! Quin parell de dormilegues!                |                      |                                                                 |                             |                         |                          |
| 42 | 42                   | «El pare fa exercici» «Daddy Gets Fit»                          | Neville Astley i Mark Baker | 4 de novembre de 2004   | 1 d'abril de 2008        |
| Avui el pare s'ha adonat que no està gaire en forma. Té la panxa tan grossa que no s'arriba ni a tocar els peus amb les mans! La Pepa ja té la solució: fer una mica d'exercici cada dia! Ella està disposada a ajudar-lo, però al pare no sembla que li faci gaire gràcia, això de fer gimnàstica. I per posar-se en forma se n'ha de fer molta, de gimnàstica!                           |                      |                                                                 |                             |                         |                          |
| 43 | 43                   | «Fem endreça» «Tidying Up»                                      | Neville Astley i Mark Baker | 5 de novembre de 2004   | 2 d'abril de 2008        |
| Si veiessis l'habitació de la Pepa i d'en Jordi te'n faries creus! Tenen tantes joguines escampades per terra que gairebé no s'hi pot entrar! És veritat que és més divertit jugar que no pas fer endreça, però quan toca, toca! Sort que la mare sempre té idees fantàstiques! Ben mirat, també es pot fer endreça jugant. La Pepa i en Jordi s'hi apunten de seguida!                    |                      |                                                                 |                             |                         |                          |
| 44 | 44                   | «El parc» «The Playground»                                      | Neville Astley i Mark Baker | 7 de novembre de 2004   | 3 d'abril de 2008        |
| Avui la Pepa i en Jordi estan molt contents, perquè saben que aniran al parc. Els hi acompanyes?! Segurament s'hi trobaran tots els seus amics: la Rebeca, la Susanna, en Daniel, en Pere i la Carina. A la Pepa li agrada molt el gronxador. A en Jordi, en canvi, li fan una mica de cosa les altures. On pot pujar que no li faci por? I a tu, què és el que t'agrada més?!             |                      |                                                                 |                             |                         |                          |
| 45 | 45                   | «El pare penja una foto» «Daddy Puts up a Picture»              | Neville Astley i Mark Baker | 8 de novembre de 2004   | 4 d'abril de 2008        |
| La mare té un quadre nou de la Pepa i d'en Jordi i el pare s'ha ofert voluntari per penjar-lo a la paret. La mare l'ha avisat que no faci res malbé, però el pare, molt decidit, ja ho té tot a punt. La Pepa i en Jordi estan molt contents, perquè els agrada molt ajudar el pare. Primer hauran de fer un forat a la paret... però sense tirar-la a terra! Ai, quin desastre!           |                      |                                                                 |                             |                         |                          |
| 46 | 46                   | «Anem a la platja» «At the Beach»                               | Mark Baker i Neville Astley | 9 de novembre de 2004   | 7 d'abril de 2008        |
| Quina emoció! Avui la Pepa i en Jordi van a la platja amb els pares! S'enduran el para-sol, les tovalloles, les galledes, les pales, la pilota de plàstic i, sobretot, els braçals per nedar! Això sí, no hi ha res més divertit que enterrar el pare a la sorra! Quan se'n vagin, han de mirar de no deixar-se res, a la platja. A veure si encara els descuidaran el pare...!            |                      |                                                                 |                             |                         |                          |
| 47 | 47                   | «En Camesllargues» «Mister Skinnylegs»                          | Alison Snowden              | 10 de novembre de 2004  | 8 d'abril de 2008        |
| Avui, tot jugant amb la casa de nines, en Jordi s'ha trobat una aranya que portarà molta cua. A ell li fa molta gràcia, però a la mare, al pare i a la Pepa més aviat els fa por. És cert que és una mica grossa i que té les cames molt llargues, però és molt simpàtica i també té ganes de jugar. Potser encara es faran un tip de riure amb en Camesllargues!                          |                      |                                                                 |                             |                         |                          |
| 48 | 48                   | «La barca de l'avi» «Grandpa Pig's Boat»                        | Mark Baker i Neville Astley | 11 de novembre de 2004  | 9 d'abril de 2008        |
| Ho sabies que els avis tenen una barca molt bonica?! Doncs avui s'enduran la Pepa i en Jordi a navegar pel riu. Primer s'hauran de posar els salvavides, i en Jordi farà de pirata! L'avi farà de capità i donarà les ordres. A en Jordi li tocarà hissar la bandera, i a la Pepa, fer sonar la campana. És tan divertit anar amb la barca de l'avi! T'hi apuntes?!                        |                      |                                                                 |                             |                         |                          |
| 49 | 49                   | «Anem a comprar» «Shopping»                                     | Sarah Ann Kennedy           | 12 de novembre de 2004  | 10 d'abril de 2008       |
| Avui la Pepa i en Jordi acompanyaran els pares al supermercat. En Jordi va assegut al carro, perquè és més petit. La Pepa, en canvi, ajuda la mare a buscar les coses de la llista. Han de comprar tomàquets, espaguetis, cebes i fruita. Quan arriben a la caixa, però, al carro també hi ha un pastís de xocolata. Qui l'hi deu haver ficat? El més golafre de tots, és clar!            |                      |                                                                 |                             |                         |                          |
| 50 | 50                   | «La festa d'aniversari» «My Birthday Party»                     | Mark Baker i Neville Astley | 28 de novembre de 2004  | 11 d'abril de 2008       |
| La Pepa, pel seu aniversari, ha organitzat una festa a casa seva i hi ha convidat els seus amics i les seves amigues. Hi seran tots: en Daniel, la Rebeca, la Susanna, en Pere i la Carina! Però el més emocionant de tot és que el pare farà un espectacle de màgia! També hi haurà regals i, sobretot, un pastís de plàtan amb espelmes! Ep, que s'han d'apagar totes!                   |                      |                                                                 |                             |                         |                          |
| 51 | 51                   | «La càmera del pare» «Daddy's Movie Camera»                     | Mark Baker i Neville Astley | 29 de novembre de 2004  | 14 d'abril de 2008       |
| Avui el pare està molt content, perquè per fi li ha arribat la nova càmera de filmar! La Pepa i en Jordi també estan molt emocionats i han decidit fer una pel·lícula cada un mentre el pare s'espera a la cuina. En Jordi, com sempre, farà veure que és un dinosaure. Quina por! La Pepa, en canvi, sortirà amb una panxa molt grossa. Qui deu fer veure que és?!                        |                      |                                                                 |                             |                         |                          |
| 52 | 52                   | «L'obra de teatre» «School Play»                                | Mark Baker i Neville Astley | 30 de novembre de 2004  | 15 d'abril de 2008       |
| La senyora Gasela ha decidit que aquest any, al casal, representarien l'obra de la Caputxeta Vermella. Tothom està molt content, i alguns una mica nerviosos. La Pepa farà de Caputxeta, en Daniel serà el llop, la Rebeca l'àvia, i en Pere, que té una mica de vergonya, farà de caçador. Ja està tot a punt! Que comenci l'espectacle!                                                  |                      |                                                                 |                             |                         |                          |

### 2a temporada (2006-2007)
| Núm. total | Núm. de la temporada | Títol                                          | Guió                        | Data d'emissió original | Data d'emissió en català |
| --- | -------------------- | ---------------------------------------------- | --------------------------- | ----------------------- | ------------------------ |
| 53 | 1                    | «Bombolles» «Muddy Puddles»                    | Neville Astley i Mark Baker | 4 de setembre de 2006   | 16 d'abril de 2008       |
| La Pepa i en Jordi s'ho passen molt bé fent bombolles amb la taronjada, però a la mare no li fa gaire gràcia. A més, hi ha una manea molt més divertida de fer bombolles! Amb aigua i sabó, és clar! Avui la mare els donarà un potet que sembla màgic! I el pare tindrà una idea genial amb una raqueta de tennis! Això sí que és divertit! No t'ho perdis!                   |                      |                                                |                             |                         |                          |
| 54 | 2                    | «L'elefanteta Emília» «Emily Elephant»         | Mark Baker i Neville Astley | 5 de setembre de 2006   | 17 d'abril de 2008       |
| Avui ha vingut una alumna nova al casal on van la Pepa i els seus amics. Es diu Emília i és una elefanteta. La Pepa li ensenyarà on ha de penjar l'abric i es faran molt amigues. El que li agrada més a l'Emília és jugar amb els cubs. I en sap molt! Fa uns castells més alts! També s'ha de dir que l'Emília és una mica vergonyosa. Però segur que aviat s'anima!         |                      |                                                |                             |                         |                          |
| 55 | 3                    | «Les vacances de la cotorra» «Polly's Holiday» | Alison Snowden              | 6 de setembre de 2006   | 18 d'abril de 2008       |
| Avui els avis se'n van de vacances i porten la Polly, la seva cotorra, a casa de la Pepa, perquè els la cuidin la Pepa i en Jordi. La Polly porta un menjar especial i també pot sortir una estona de la gàbia. Això sí, han d'estar totes les portes de casa tancades. Si no, es podria escapar. I què passaria si s'escapés? T'ho imagines?! Com s'ho farien per trobar-la?! |                      |                                                |                             |                         |                          |

## Controvèrsies
L'abril de 2018, la sèrie va ser censurada per les autoritats xineses, que van obligar la plataforma Douyin, que permet compartir vídeos breus, a retirar-ne uns 30.000 clips on apareixia el personatge.